# Volvariella
Volvariella este un gen de ciuperci al încrengăturii Basidiomycota în ordinul Agaricales, din familia Pluteaceae, cu, conform Mycobank, 95 de specii global, dar în Europa mult mai puține. Sunt specii comestibile și saprofite. Ele descompun trunchiuri de lemn mort sau resturi lemnoase (inclusiv lemn hăcuit) sau cresc în iarbă ori pe solul pădurilor. Tip de specie este Volvariella argentina (fără imagine).
Numele generic este derivat drept diminutiv din cuvântul latin (latină volva=volvă, sac), adică volvă mică, săculeț.

## Taxonomie
Numele binomial hotărât precum taxonul valabil până în prezent (2020) este Volvariella, determinat de micologul italo-argentinian Carlo Luigi Spegazzini în volumul 6 al jurnalului științific Anales del Museo Nacional de Historia Natural Buenos Aires din 1898, deși genul a fost pomenit anterior de două ori: în 1763, de naturalistul francez Michel Adanson drept Volva, precum în 1806, de micologul și compatriotul lui Adanson, Henri François Anne de Roussel (1748-1812), ca Volvarius.
Toate celelalte încercări de redenumire sunt acceptate sinonim, dar, nefiind folosite, sunt neglijabile.

## Descriere
Acest gen are un velum universale (văl universal), o membrană subțire care învelește ciuperca la începutul evoluției ei, extinzându-se de la vârful pălăriei la capătul inferior al piciorului. Scurt timp mai târziu, membranele se rup, lăsând urme de fulgi pe pălărie și o rămășiță în formă de săculeț la bază, numită volvă (vagin).

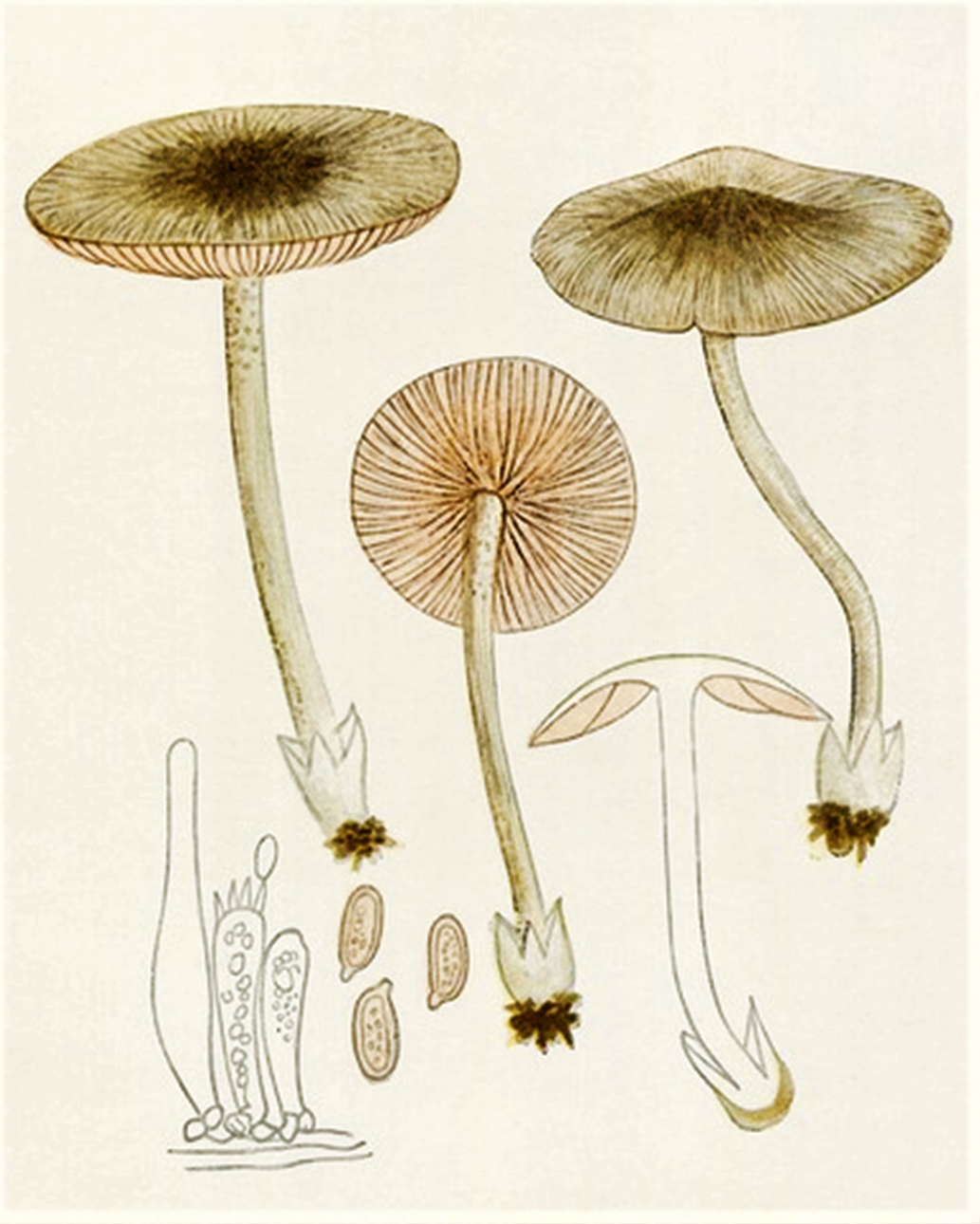
Bres.: Volvaria fuscidula

- Pălăria: destul de cărnoasă și moale, cu un diametru care tinde de la 3 la peste 20 cm (depinde de soi) și amenajată central peste picior, este inițial întotdeauna semisferică sau în formă de ou învăluită de sus numitul văl, devenind cu maturitatea convexă, câteodată ușor cocoșată și la bătrânețe mai mult sau mai puțin aplatizată, marginea fiind niciodată ondulată. Cuticula netedă până la mătăsos-lânoasă nu este niciodată canelată spre margine și poartă uneori fulgi mai închiși, puțin pronunțați și trecători, datorită vălului universal. Coloritul poate fi alb ca zăpadă, albicios, gri, gălbui sau maroniu.
- Lamelele: cu marginea câteodată zimțată sunt aglomerate, intercalate de altele mai mici, libere (fără contact cu picior), bulboase și de un colorit la început alb, dar repede roz, uneori cu nuanțe brun-rozalii.
- Piciorul: care, dependent de specie, poate avea o lungime de până la 20 cm și o grosime de 2 cm, este ușor separabil de pălărie, nu prezintă un inel sau un bulb la bază (poate fi maximal ceva îngroșat), fiind înfășurat acolo de o volvă pieloasă, adesea semnificativ crestată și de culoare mai închisă decât tija, albicios-murdară, ocru până maronie. Coloritul cojii este în cele mai multe cazuri asemănător celui al pălăriei.
- Carnea: este albă care nu se decolorează după tăiere, mai tare în tinerețe, apoi mai moale, la unele specii slab fibroasă, cu miros imperceptibil până  puternic, asemănător ridichilor și un gust mai mult sau mai puțin plăcut.[2][3][4]
- Caracteristici microscopice: există spori neamiloizi (nu se decolorează cu reactivi de iod), netezi, cu pereți groși, elipsoidali până ovoidali, apiculați și fără pori germinali de până la 15 microni. Amprentele lor sunt de colorit roz până brun-rozaliu. Basidiile fără reacții chimice cu alcalii precum cu sulfovanilină sunt clavate și poartă 2-4 sterigme. Prezintă cistide (elemente sterile situate în stratul himenal sau printre celulele din pielița pălăriei și a piciorului, probabil cu rol de excreție) de obicei izbitoare, în formă de sticlă, care apar ca cheilocistide (elemente sterile situate pe muchia lamelor) mai lungi și pleurocistide (elemente sterile situate în himenul de pe fețele lamelor).[11]

## Speciile genului
În urmare sunt listate toate cele 95 specii ale genului conform comitetului de nomenclatură Mycobank. Soiurile europene după GBIF sunt marcate cu (E).
| - Volvariella aethiops A. Favre & J. Vialard (2007) (E) - Volvariella alabamensis (Murrill) Shaffer (1957) - Volvariella alachuana (Murrill) Shaffer (1957) - Volvariella albida M. Kaur & Yadw. Singh (2014) - Volvariella apalotricha (Berk. & Broome) Pegler (1986) - Volvariella arenaria (Pat.) Singer (1961) (E) - Volvariella argentina Speg. (1898) - Volvariella bakeri (Murrill) Shaffer (1957) - Volvariella bingensis (Beeli) Shaffer (1963) - Volvariella bombycina (Schaeff.) Singer (1951) (E) - Volvariella brumalis S.C.He (1987) - Volvariella bumelia M. Kaur & Yadw. Singh (2014) - Volvariella caesiotincta P.D.Orton (1974) (E) - Volvariella californica (Earle) Singer (1962) - Volvariella canalipes (Murrill) Shaffer, Mycologia 49 (4): 545 (1957) - Volvariella castanea (Massee) G. C. Rath (1963) - Volvariella cinerascens (Bres.) M.M.Moser (1953) (E) - Volvariella clarkeae Grgur. (1997) - Volvariella cnemidophora (Mont.) Singer (1951) - Volvariella congolensis N.C.Pathak (1975) - Volvariella cookei Contu (1998) (E) - Volvariella cubensis (Murrill) Shaffer (1957) - Volvariella cycnopotamia (Berk.) Singer (1962) | - Volvariella delicatula (Massee) B. Manjula (1983) - Volvariella diplasia (Berk. & Broome) Singer (1951) - Volvariella dunensis (Vila, Àngel & Llimona) Justo & M.L. Castro (2010) - Volvariella esculenta (Massee) Singer (1951) - Volvariella fibrillosa (Bres. ex Rick) Singer (1962) (E) - Volvariella fuscidula (Bres.) M.M.Moser (1953) (E) - Volvariella glandiformis (Berk. & Broome) Pegler (1986) - Volvariella gloiocephala (DC.) Boekhout & Enderle (1986) (E) - Volvariella goossensiae (Beeli) Shaffer (1963) - Volvariella guttulosa Malysheva & A.V. Alexandrova (2019) - Volvariella heterospora Menolli & Capelari (2009) - Volvariella hypopithys (Fr.) M.M.Moser (1953) (E) - Volvariella indica M.K.Saini, N.J.Kaur and N.S.Atri (2013) - Volvariella insignis Heinem. (1978) - Volvariella iranica (Fallahyan) Szczepka (2000) - Volvariella islagarciae Raithelh. (2000) - Volvariella jamaicensis (Murrill) Shaffer (1957) - Volvariella koreana Seok, Y.S.Kim, K.M.Park, W.G.Kim, K.H.Yoo & I.C.Park (2009) - Volvariella krizii Pilát (1959) (E) - Volvariella lepiotospora Singer (1955) - Volvariella leucocalix M.C.A.Sá & Wartchow (2016) - Volvariella liliputiana (Henn.) G. C. Rath (1963) (E) - Volvariella macrospora Singer (1989) | - Volvariella mammosa N.C.Pathak (1975) - Volvariella massei Singer & Wasser (1992) - Volvariella media (Schumach.) Singer, Lilloa 22: 401 (1951) (E) - Volvariella microspila (Berk. & M.A.Curtis) S.Ito (1959) - Volvariella minuta Kaviy. et al. (2011) - Volvariella minutella Courtec. (1991) - Volvariella morozovae Malysheva & A.V. Alexandrova (2017) - Volvariella murinella (Quél.) M.M.Moser ex Dennis, P.D. Orton & F.B.Hora (1960) (E) - Volvariella nana Pegler (1969) - Volvariella nauseosa (Romagn.) Vizzini & Contu (2010) (E) - Volvariella nigrodisca Shaffer (1963) - Volvariella nigrovolvacea Kosina (1974) (E) - Volvariella nivea T.H.Li & L.Chen (2009) - Volvariella niveosulcata Malysheva, Morozova & A.V. Alexandrova (2019) - Volvariella nullicystidiata Menolli & Capelari (2009) - Volvariella osvaldoi (Bat.) Putzke (1994) - Volvariella palmicola (Beeli) Heinem. (1975) (E) - Volvariella paraguayensis (Speg.) Shaffer (1963) - Volvariella parvispora D.A.Reid (1977) - Volvariella parvula (Johann Anton Weinmann\|Weinm.]]) Speg. (1926) (E) - Volvariella peckii (G.F.Atk.) Shaffer (1957) - Volvariella pellucida Shaffer (1963) - Volvariella perciliata Courtec. (1991) - Volvariella platensis (Speg.) Shaffer (1963) - Volvariella plumulosa (Lasch) Singer (1951) (E) - Volvariella psammophila Singer (1989) - Volvariella pseudovolvacea (Berk. & Broome) Singer (1962) - Volvariella ptilotricha Malysheva & A.V. Alexandrova (2019) | - Volvariella pubescentipes (Peck) Singer (1951) - Volvariella pulla Malysheva & A.V. Alexandrova (2019) - Volvariella pusilla (Pers.) Singer (1951) (E) - Volvariella rava T.H.Li & Jiang Xu (2015) - Volvariella reidii Heinem. (1978) (E) - Volvariella rondoniensis Singer (1989) - Volvariella sathei Senthilasaru & S.K.Singh (2012) - Volvariella smithii Shaffer (1957) - Volvariella stercoraria (Peck) Singer (1973) - Volvariella strangulata (Romagn.) Vizzini & Contu (E) - Volvariella striata N.C.Pathak (1975) - Volvariella subtaylori Hongo (1960) Volvariella subxerophytica Singer (1989) - Volvariella surrecta (Knapp) Singer (1951) (E) - Volvariella taylorii (Berk. & Broome) Singer (1951) (E) - Volvariella terastia (Berk. & Broome) Singer (1961) - Volvariella terrea Musumeci & A.Riva (2007) (E) - Volvariella thwaitesii (Joseph Hooker\|Hook. f.) G. C. Rath (1963) - Volvariella villosovolva (Lloyd) Singer, Lilloa 22: 401 (1951) - Volvariella volvacea (Bull.) Singer (1951) (E) - Volvariella woodrowiana (Massee) Manjula (1983) |

## Speciile genului în imagini (selecție)

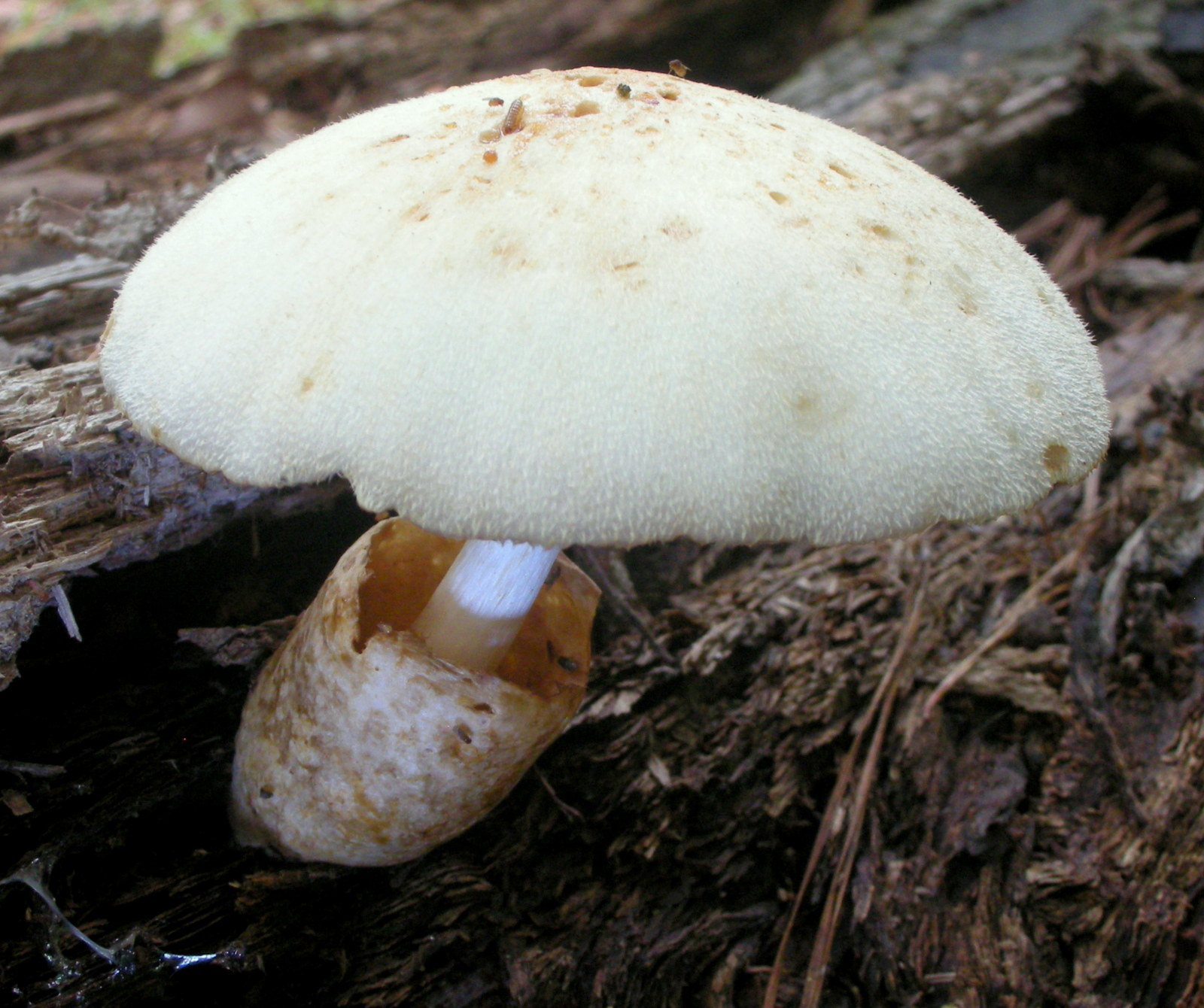
Volvariella bombycina
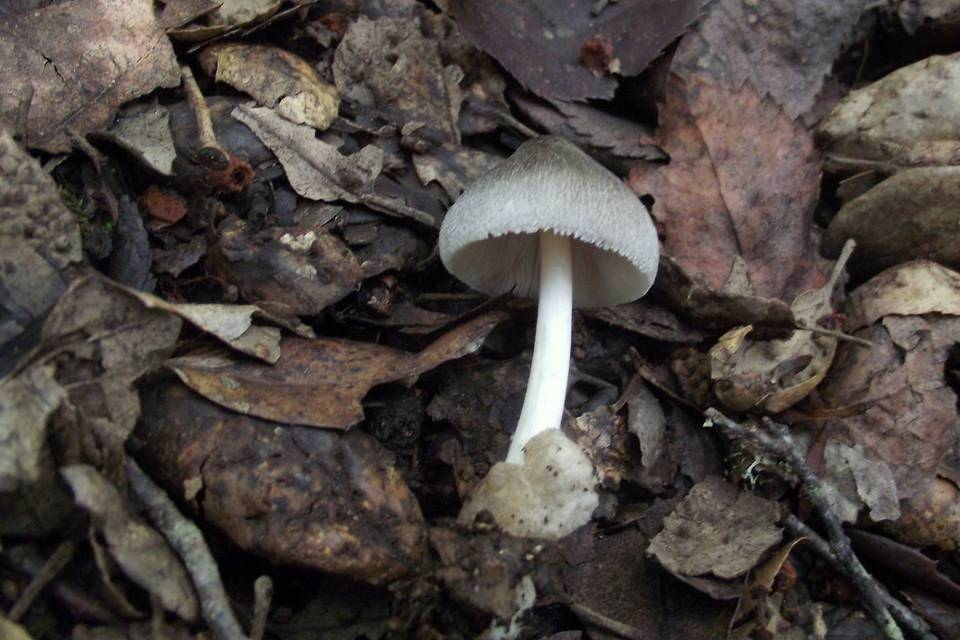
Volvariella caesiotincta
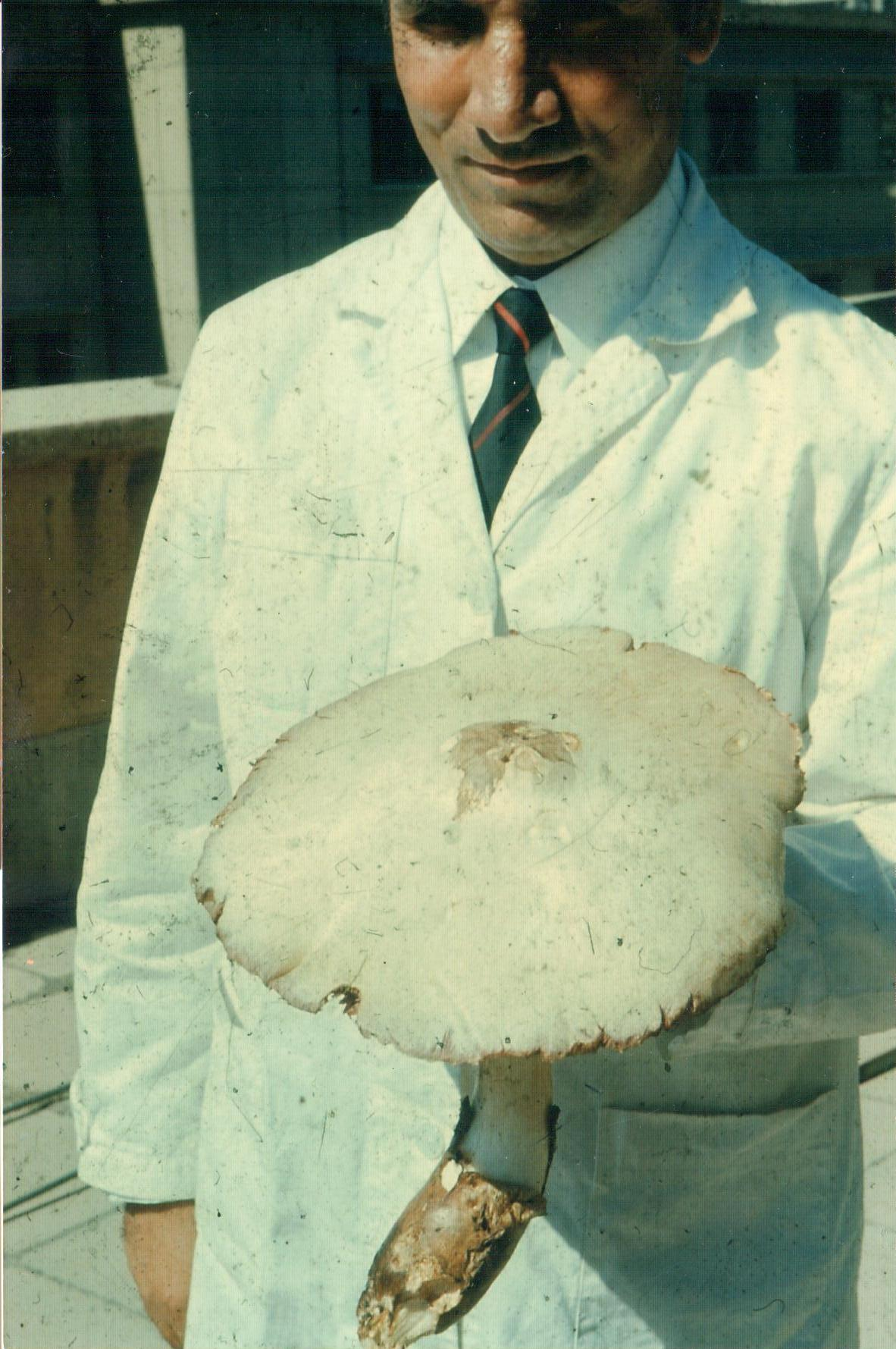
Volvariella iranica
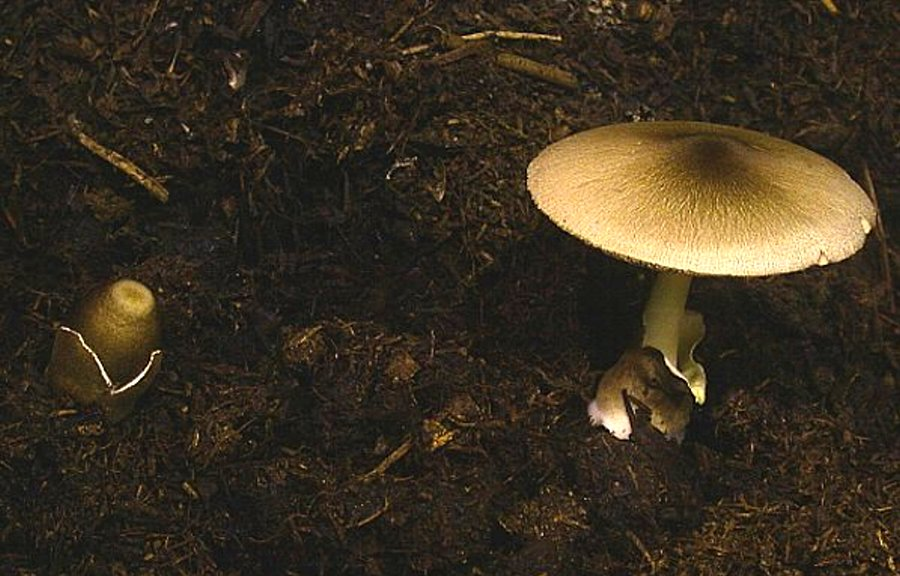
Volvariella microspila
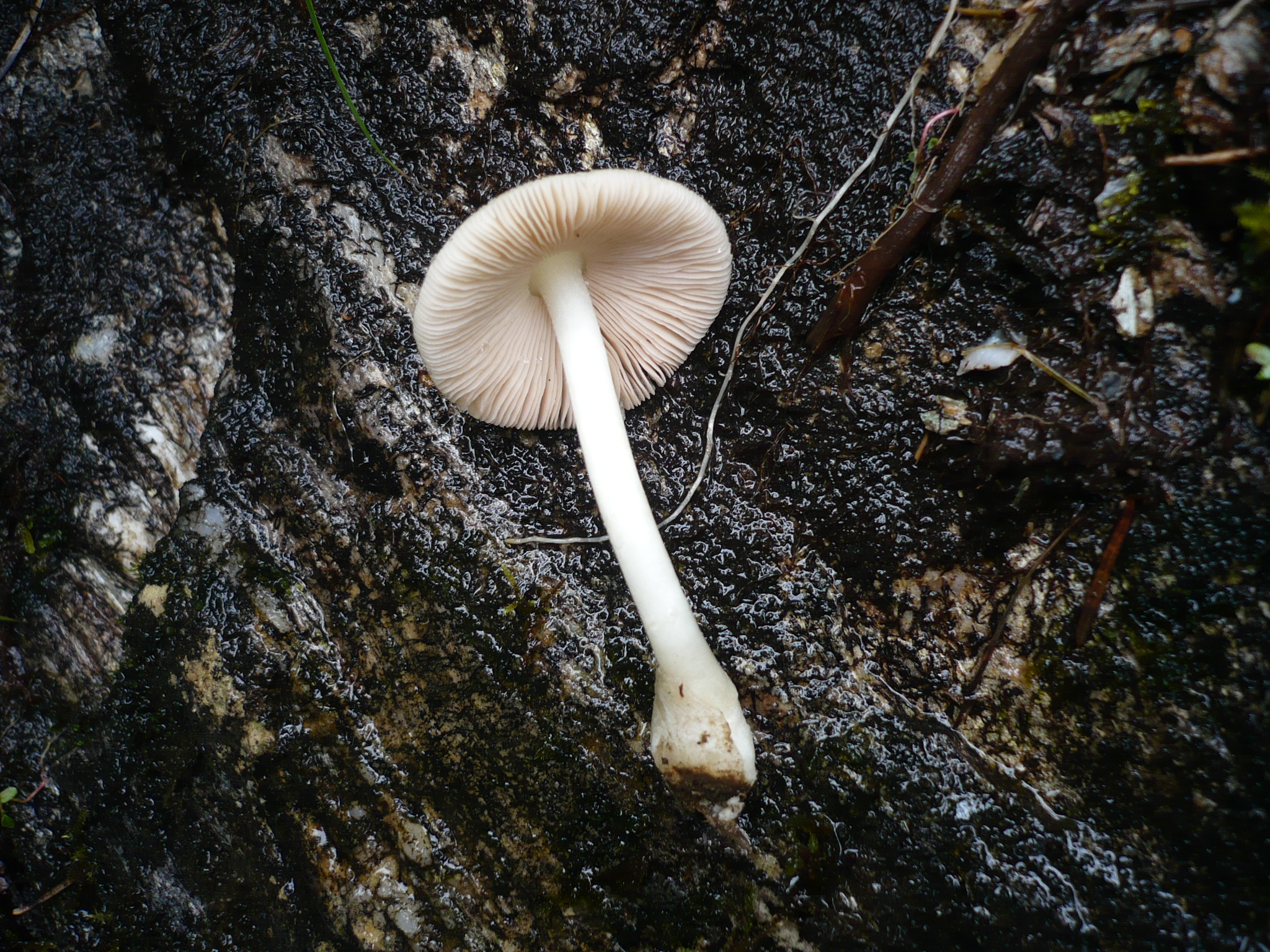
Volvariella murinella
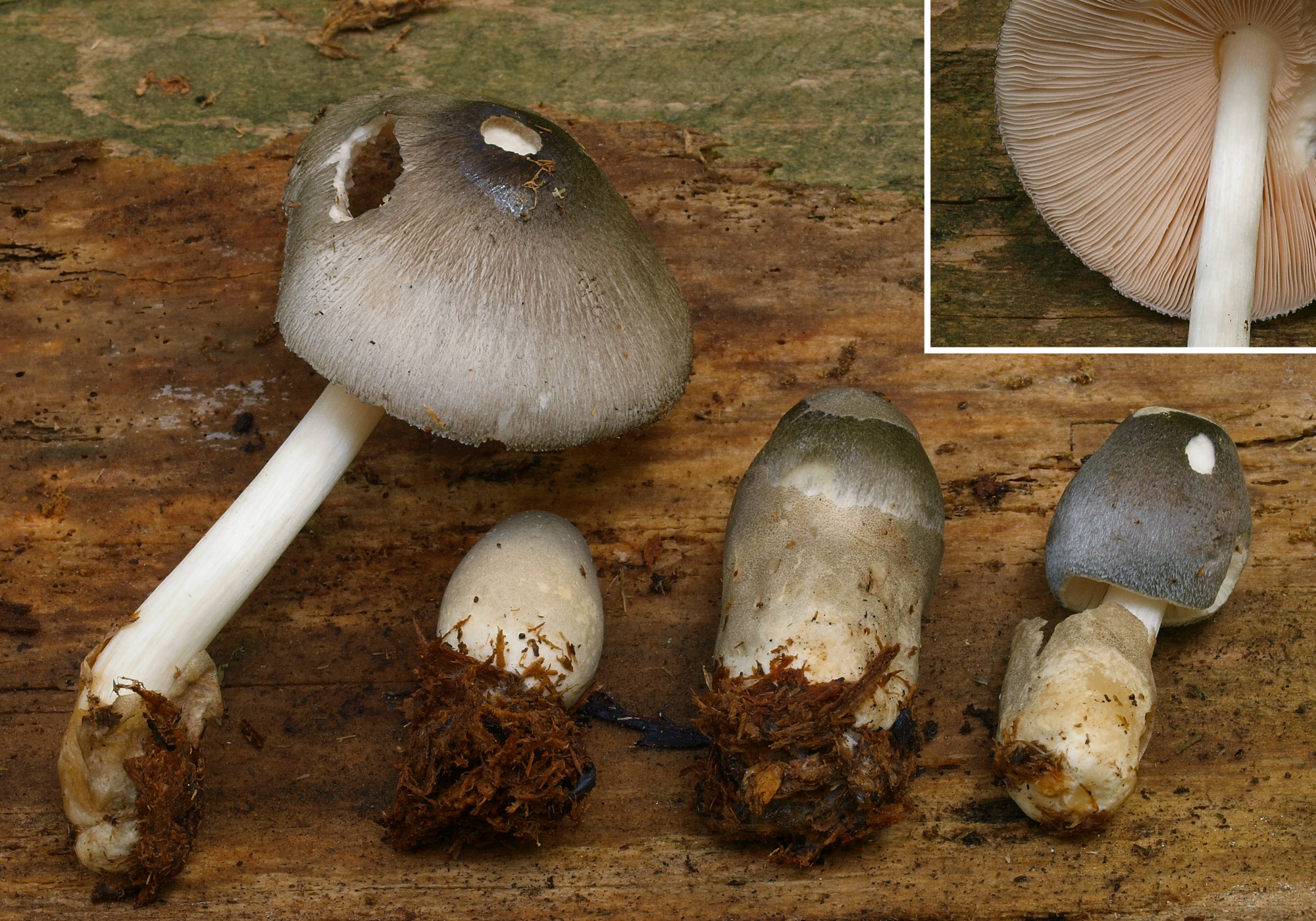
Volvariella nigrovolvacea
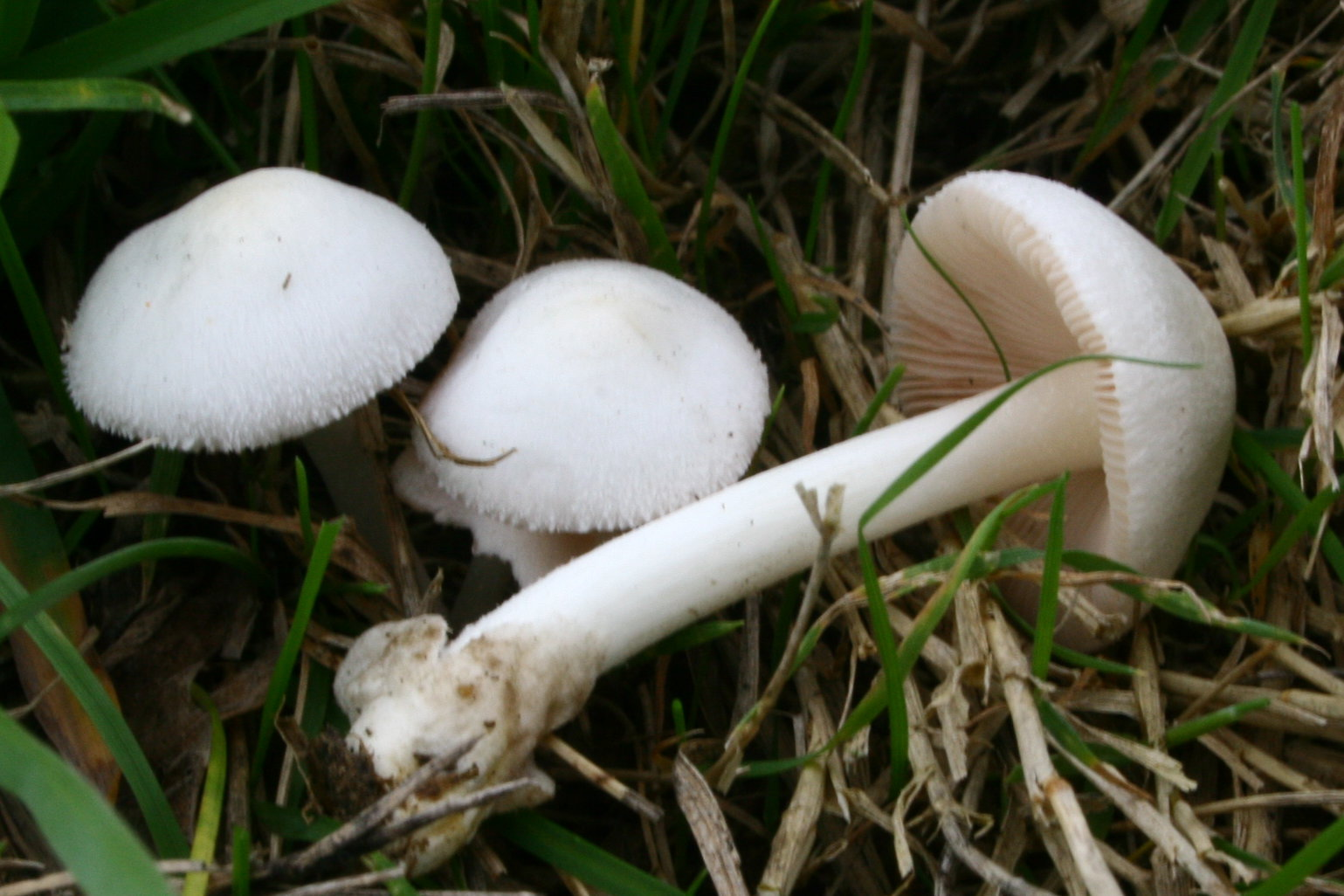
Volvariella pusilla
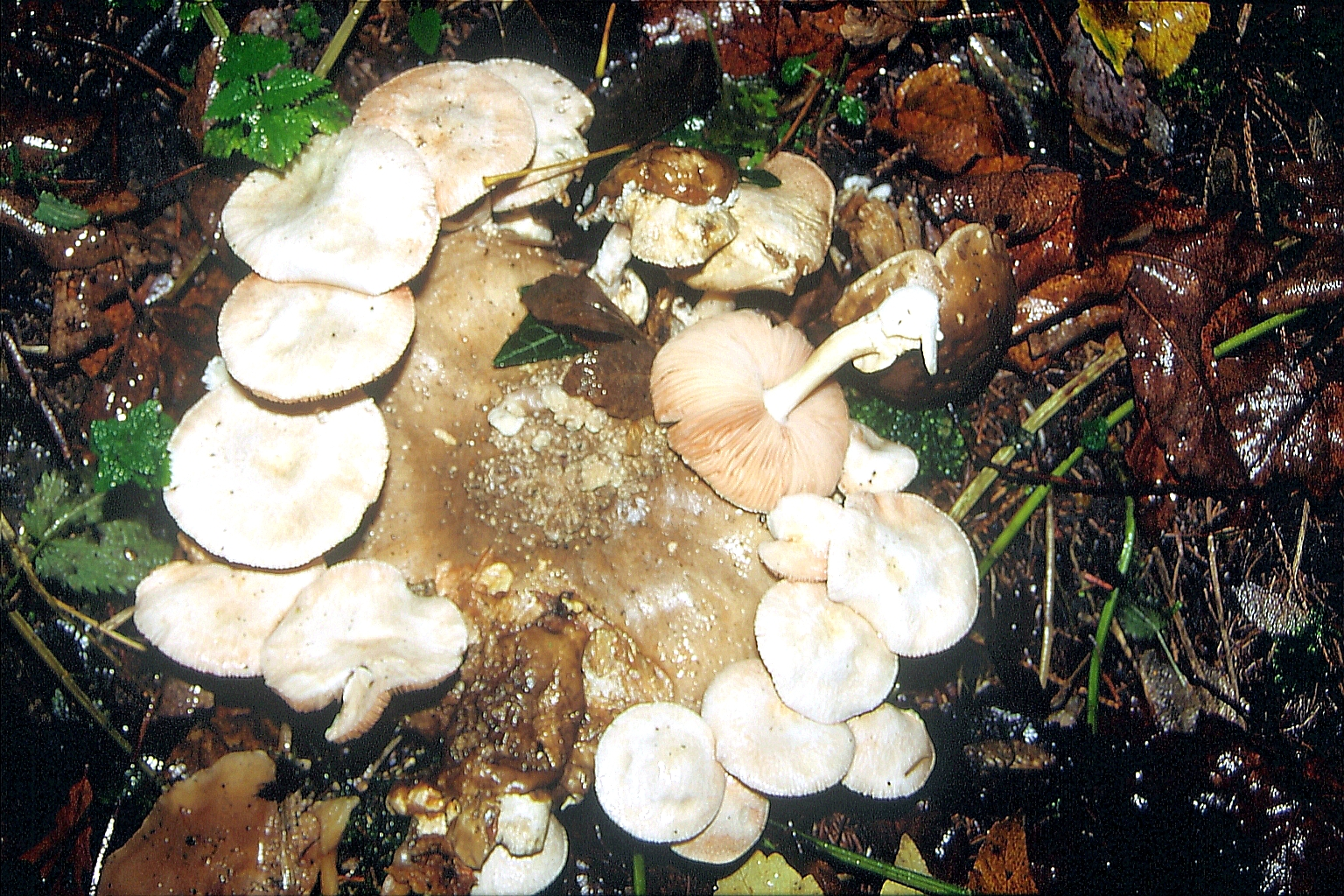
Volvariella surrecta
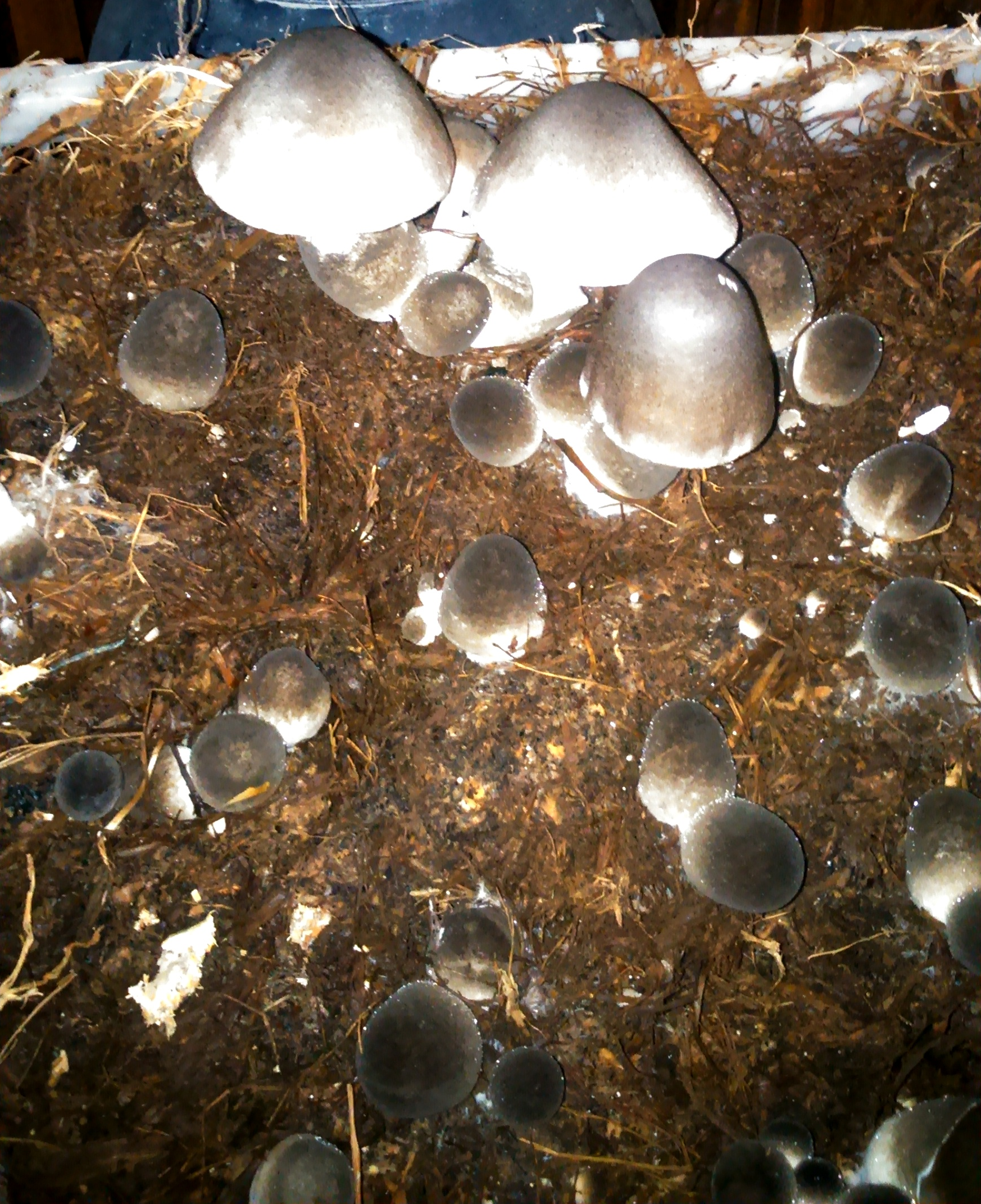
Volvariella volvacea

## Delimitare
Genul poate fi confundat cu următoarele alte:
- Amanita: aici trebuie diferențiat între speciile cu volvă și bulb sau speciile cu volvă, dar fără bulb și inel. În primul rând trebuie spus, că toate aceste ciuperci coabitează, fiind simbionți micoriza (formează micorize pe rădăcinile arborilor). De acea nu cresc pe lemn. Mai departe au spori albi. Soiurile cu volvă fără bulb și inel, ca de exemplu Amanita battarrae, Amanita fulva sau Amanita vaginata, sunt cu toate comestibile, dar între cele cu volvă, bulb și inel se găsesc și cele mai otrăvitoare ciuperci, de exemplu Amanita phalloides, Amanita verna sau Amanita virosa.[12]

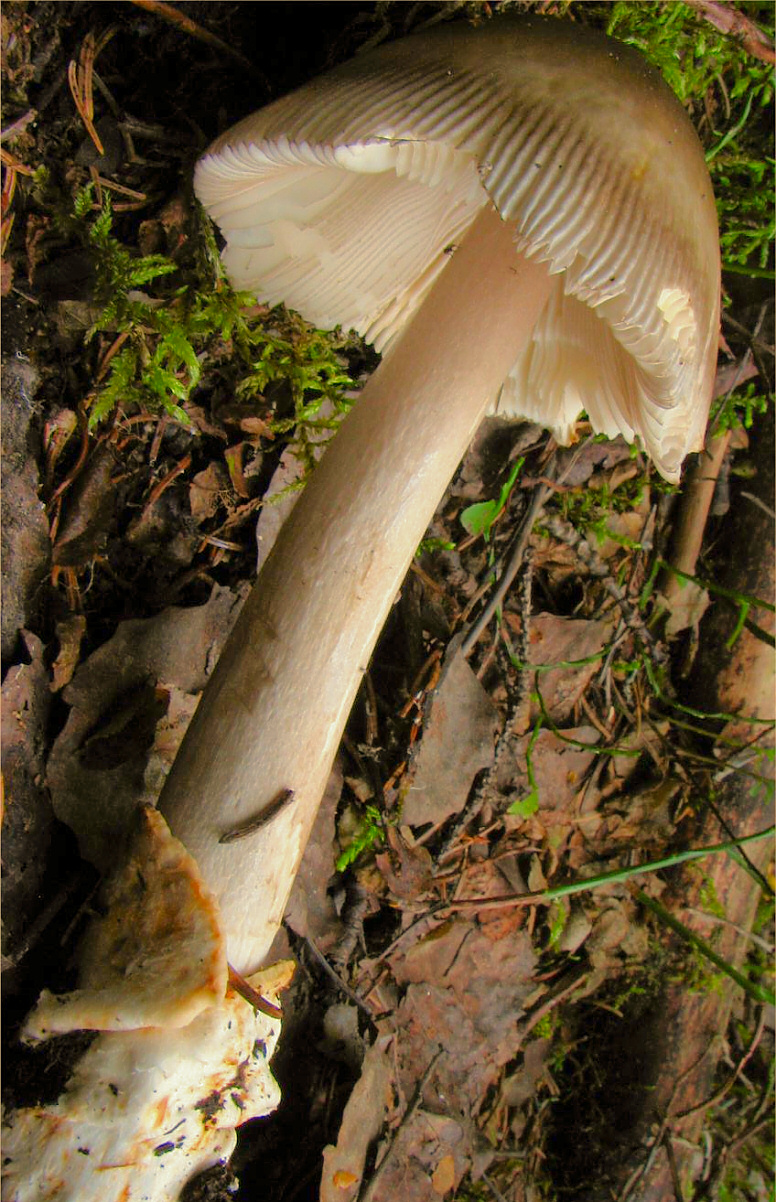
A. battarrae
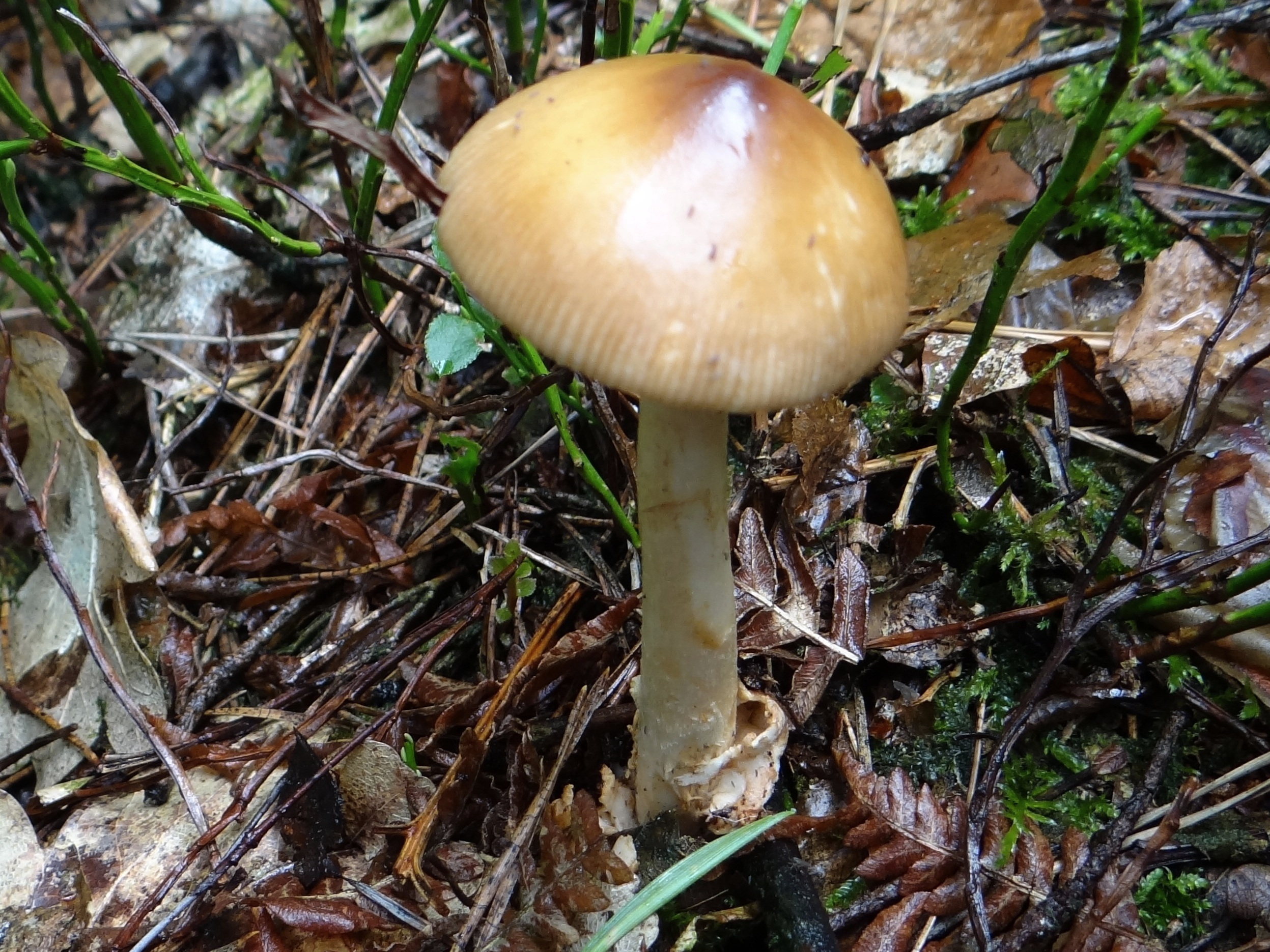
A. fulva
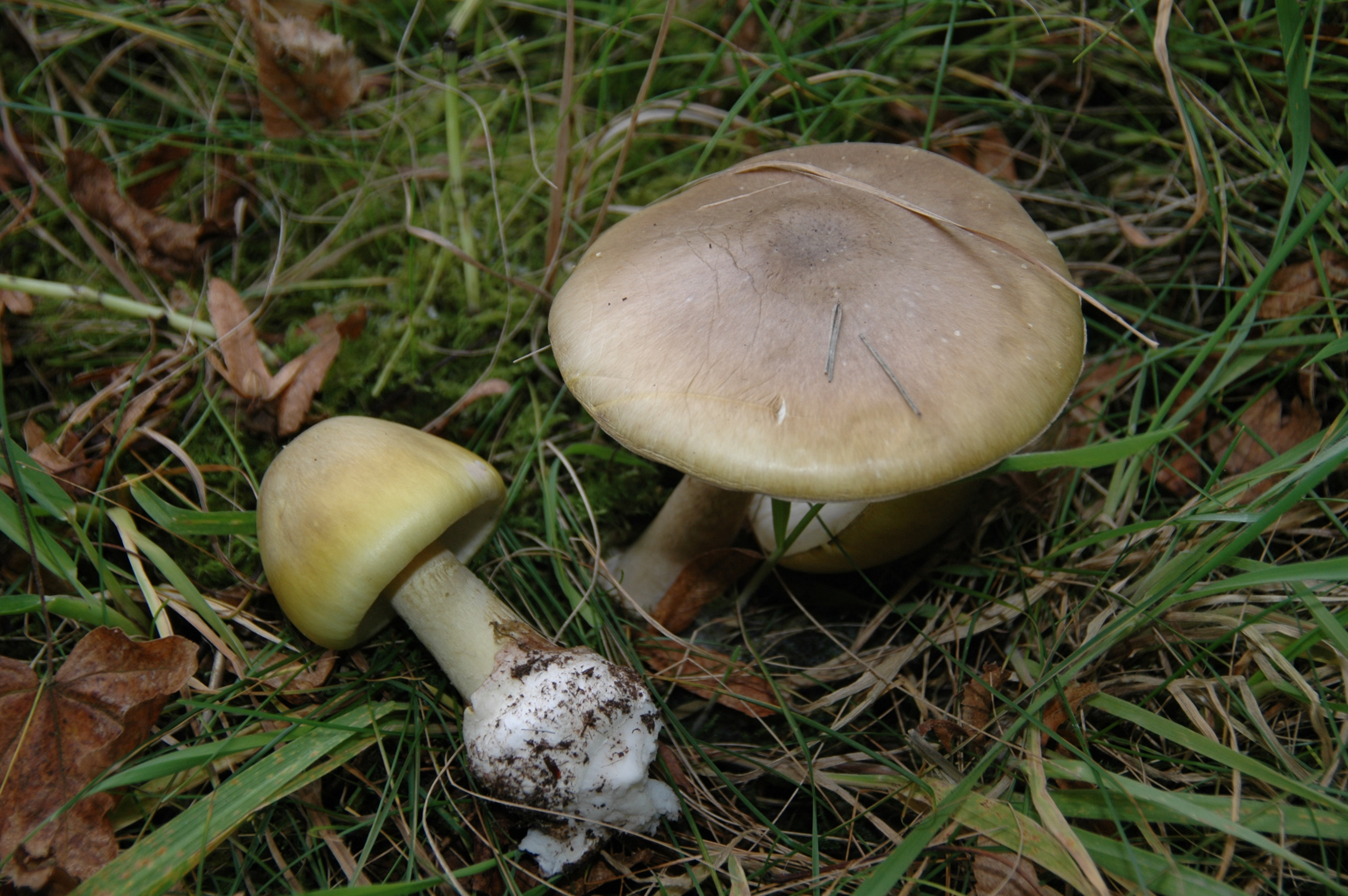
!!! A. phalloides !!!
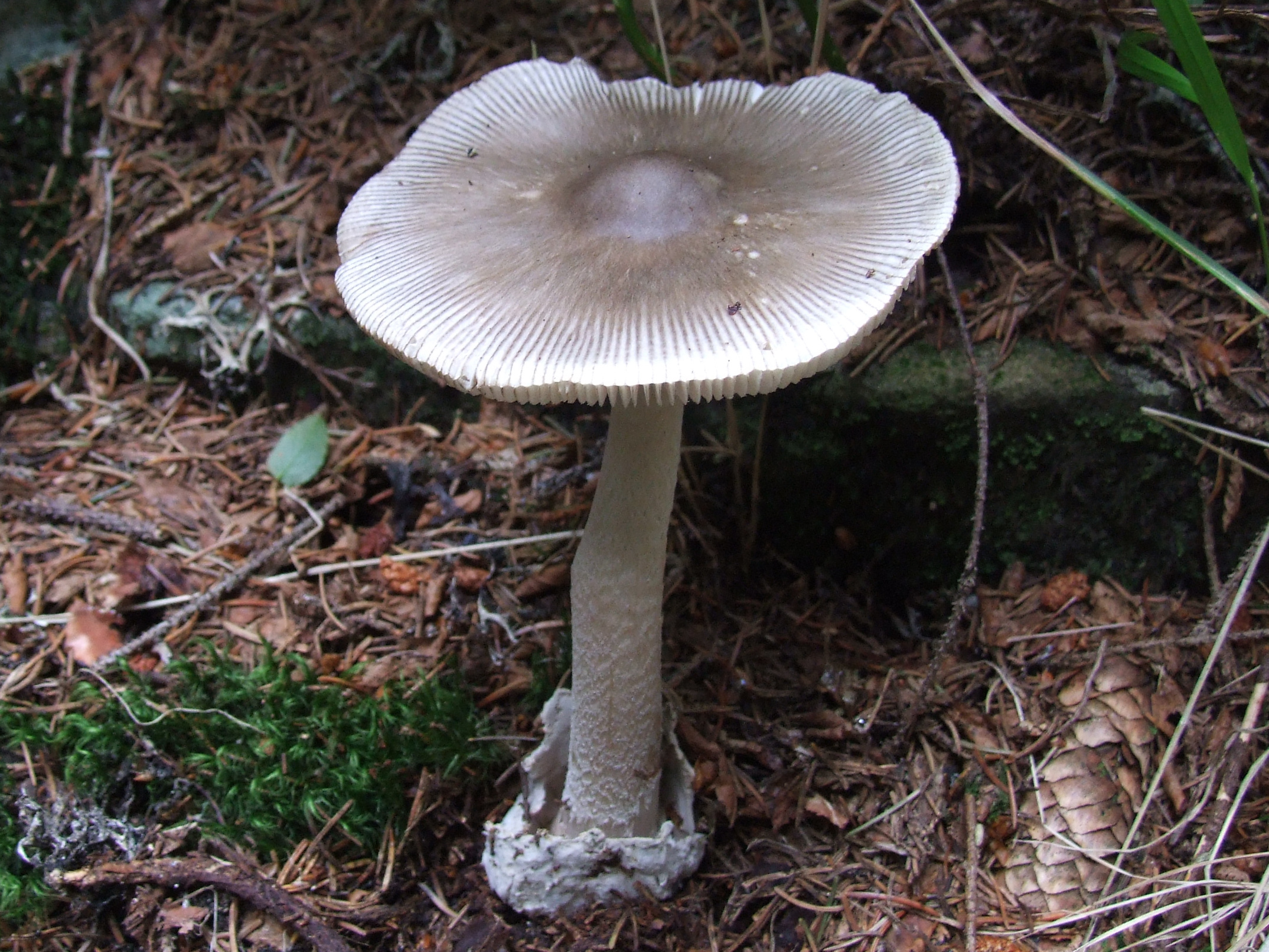
A. vaginata
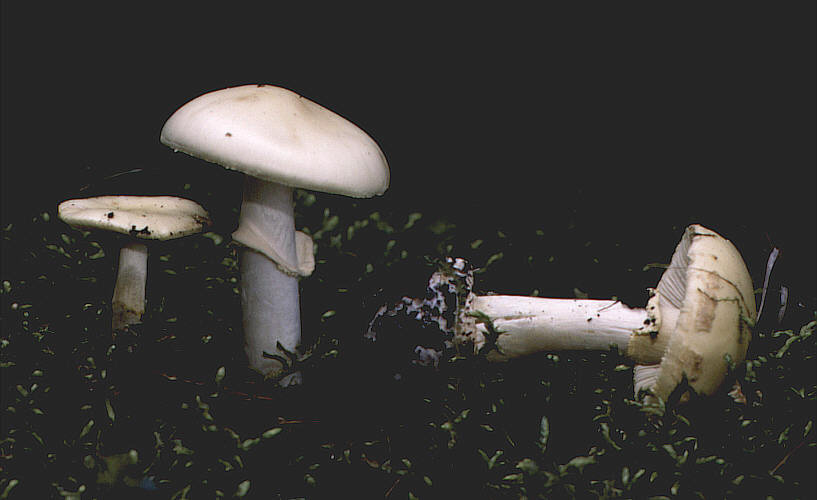
!!! A. verna !!!
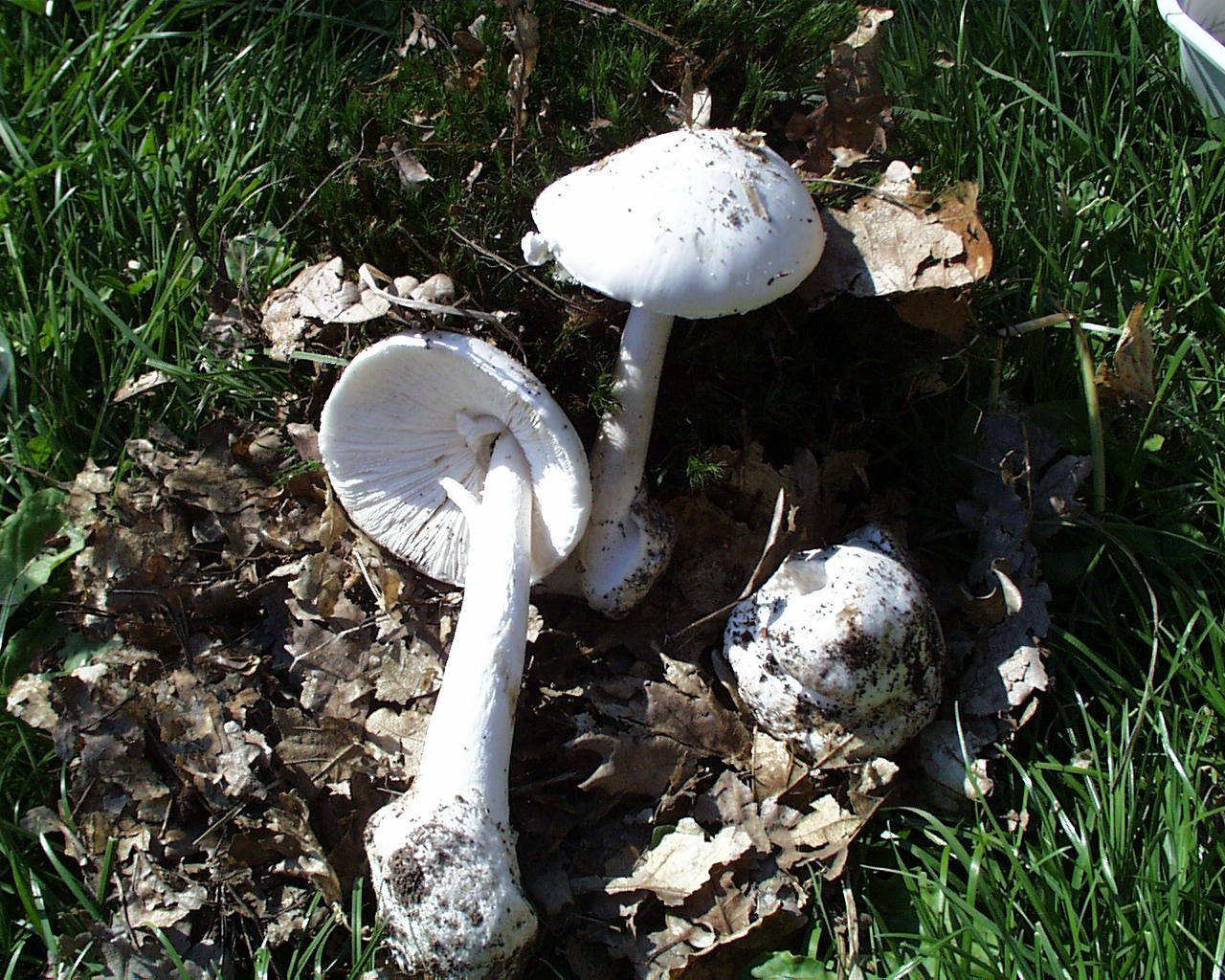
!!! A. virosa !!!

- Lepiota: un gen de ciuperci saprofit cu spori albi, cuprinzând specii în majoritate slab până letal otrăvitoare, de exemplu Lepiota aspera, Lepiota boudieri, Lepiota clypeolaria sau Lepiota cristata, poartă o volvă (nu rar trecătoare) un bulb și un inel uneori nu prea persistent.[13]

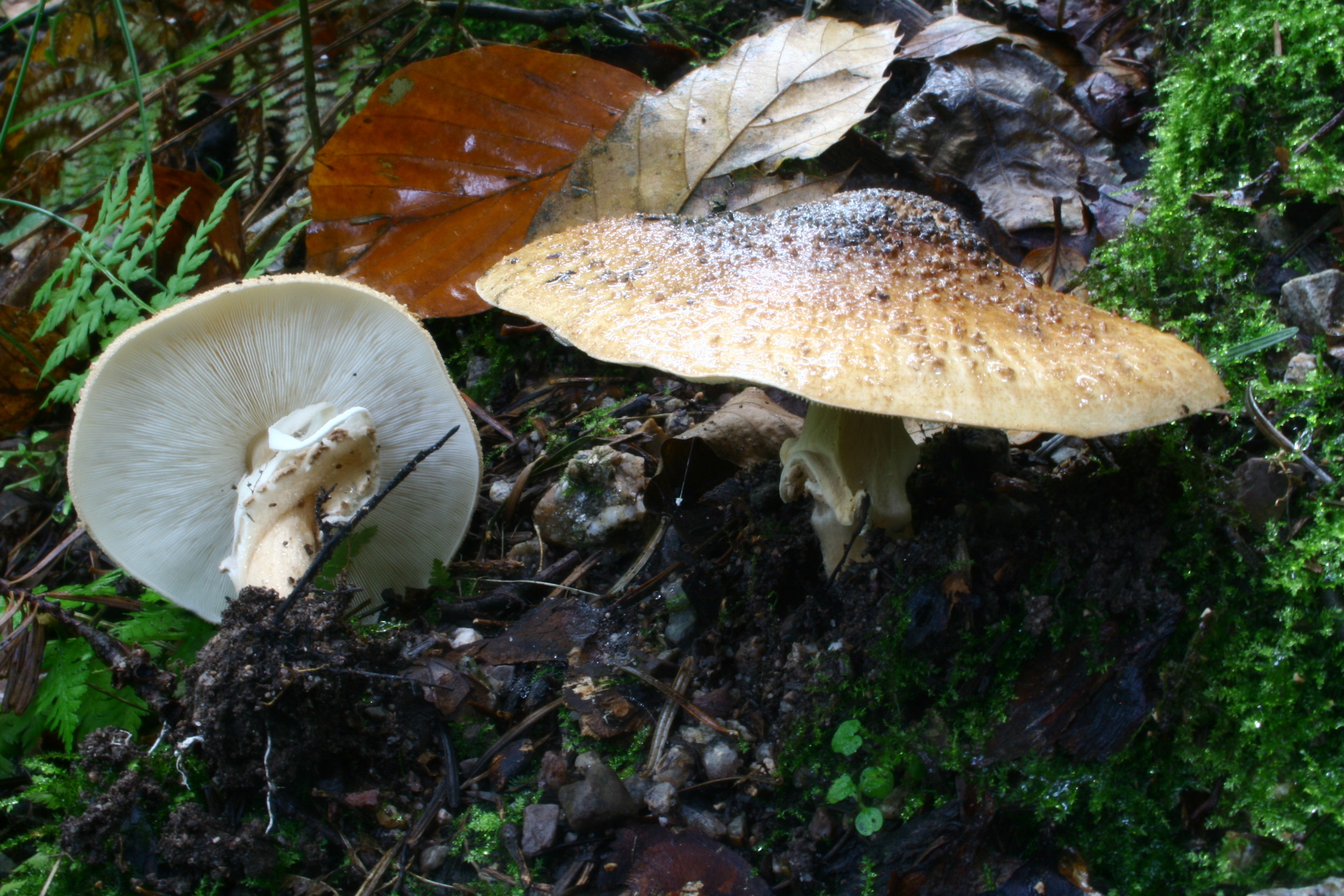
!! L. aspera !!
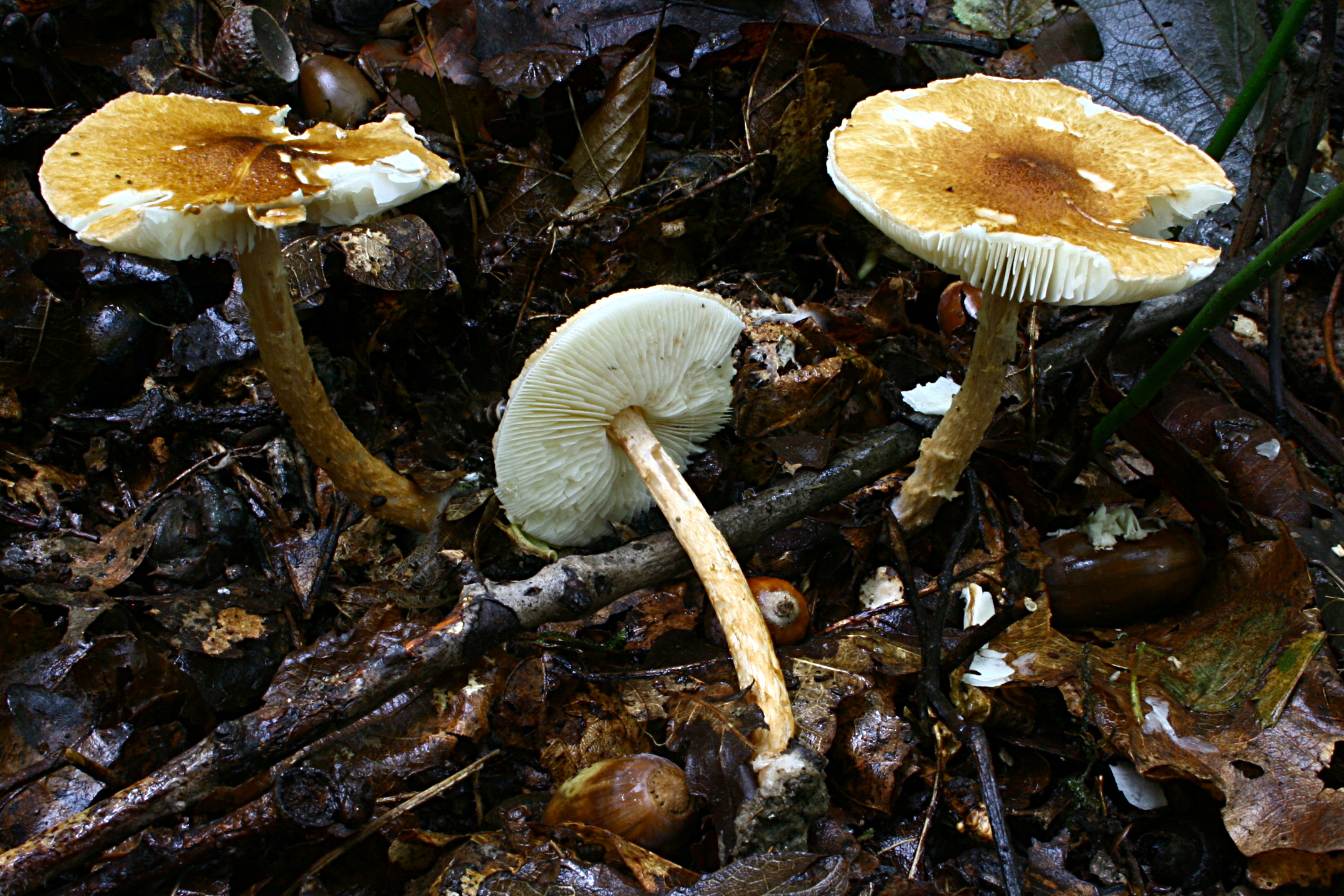
!!! L. boudieri !!!
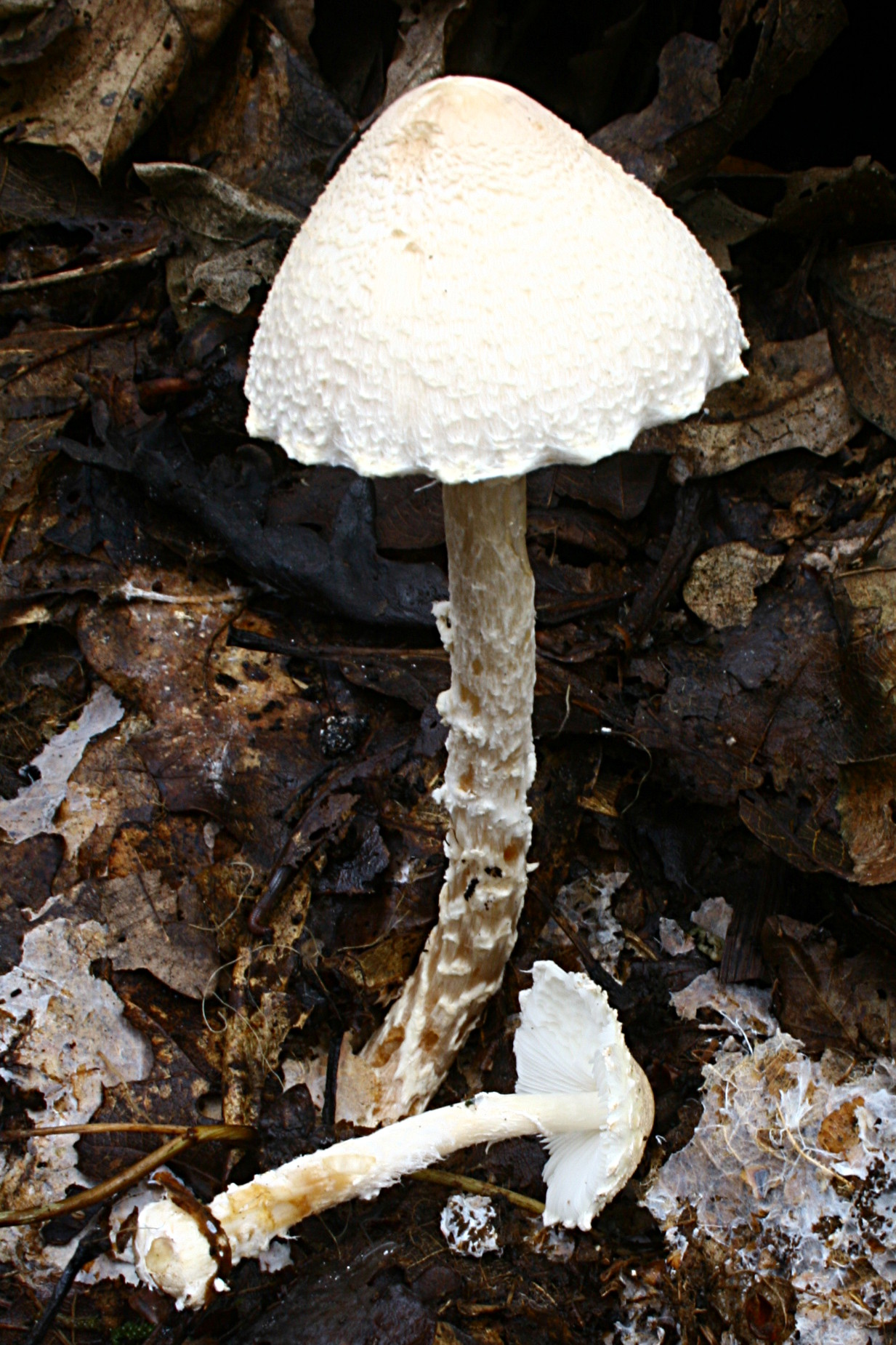
!! L. clypeolaria !!
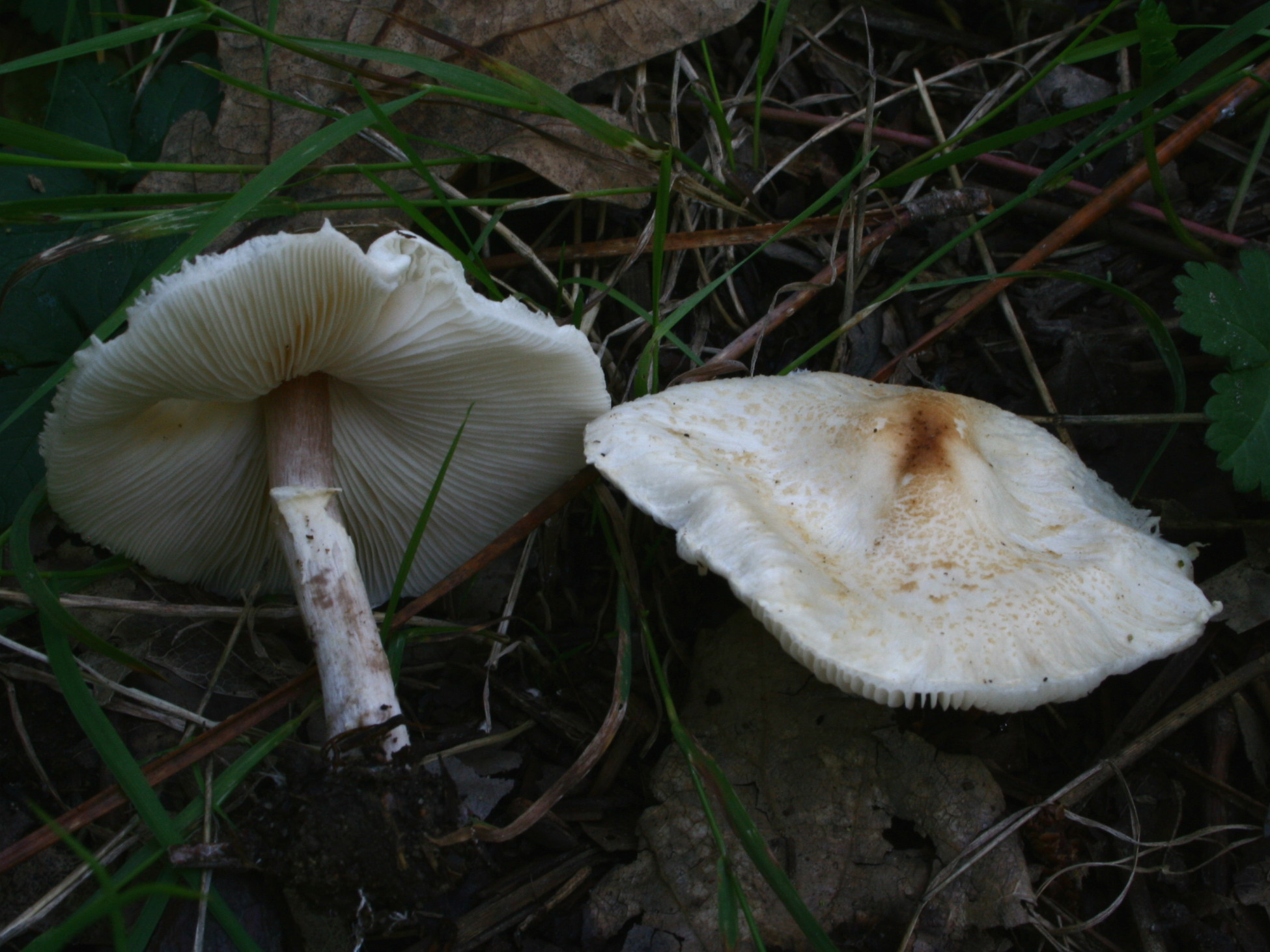
!!! L. cristata !!

- Macrolepiota: un gen de ciuperci saprofit mai mare cu spori albi, cuprinzând specii în majoritate comestibile, de exemplu Macrolepiota excoriata, Macrolepiota konradii, Macrolepiota mastoidea sau Macrolepiota procera, care poate fi confundat cu soiuri crescute mai puternic ale genului Volvariella. Ciupercile poartă o volvă (nu rar trecătoare) un bulb și un inel.[14]

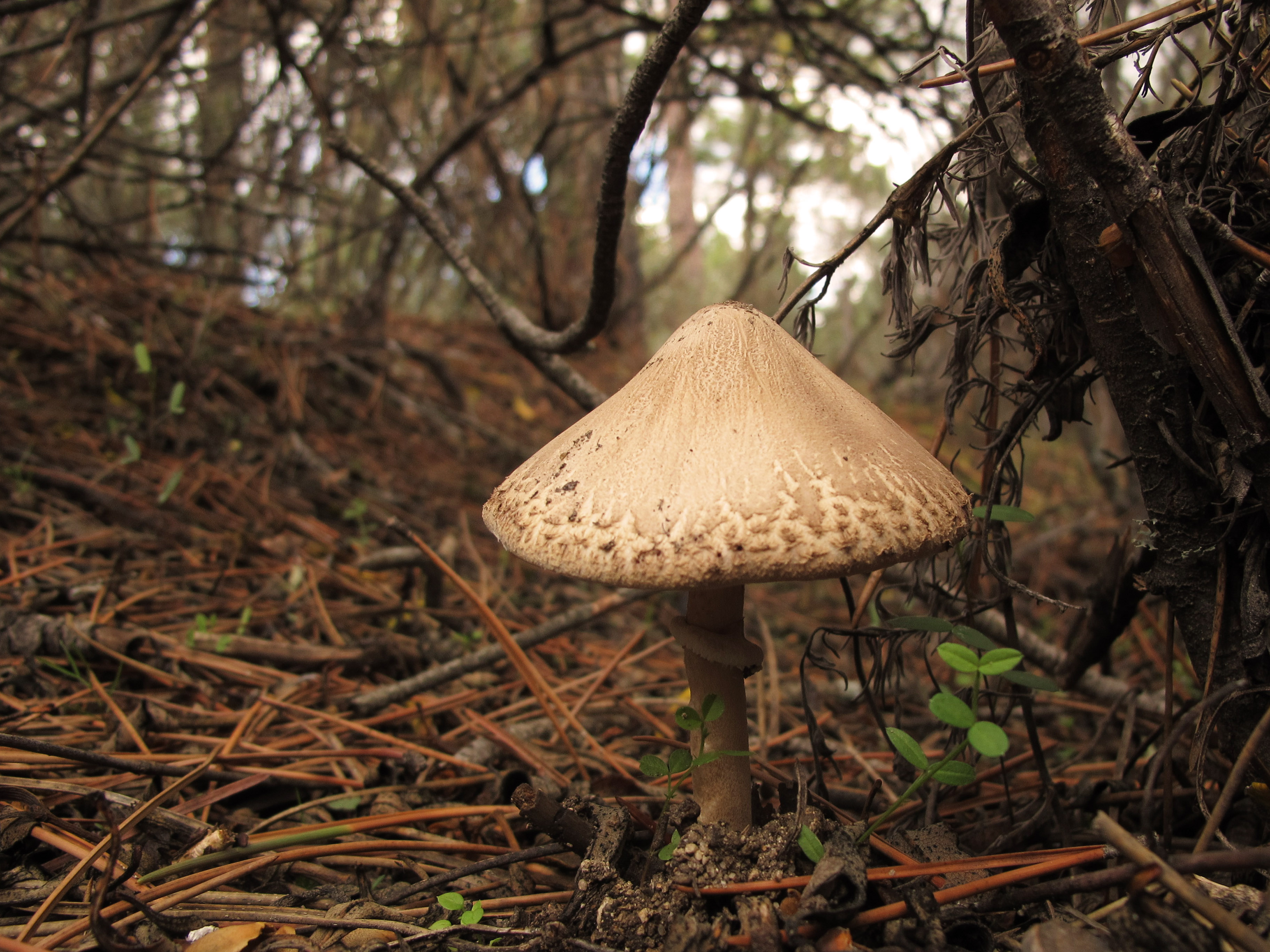
M. excoriata
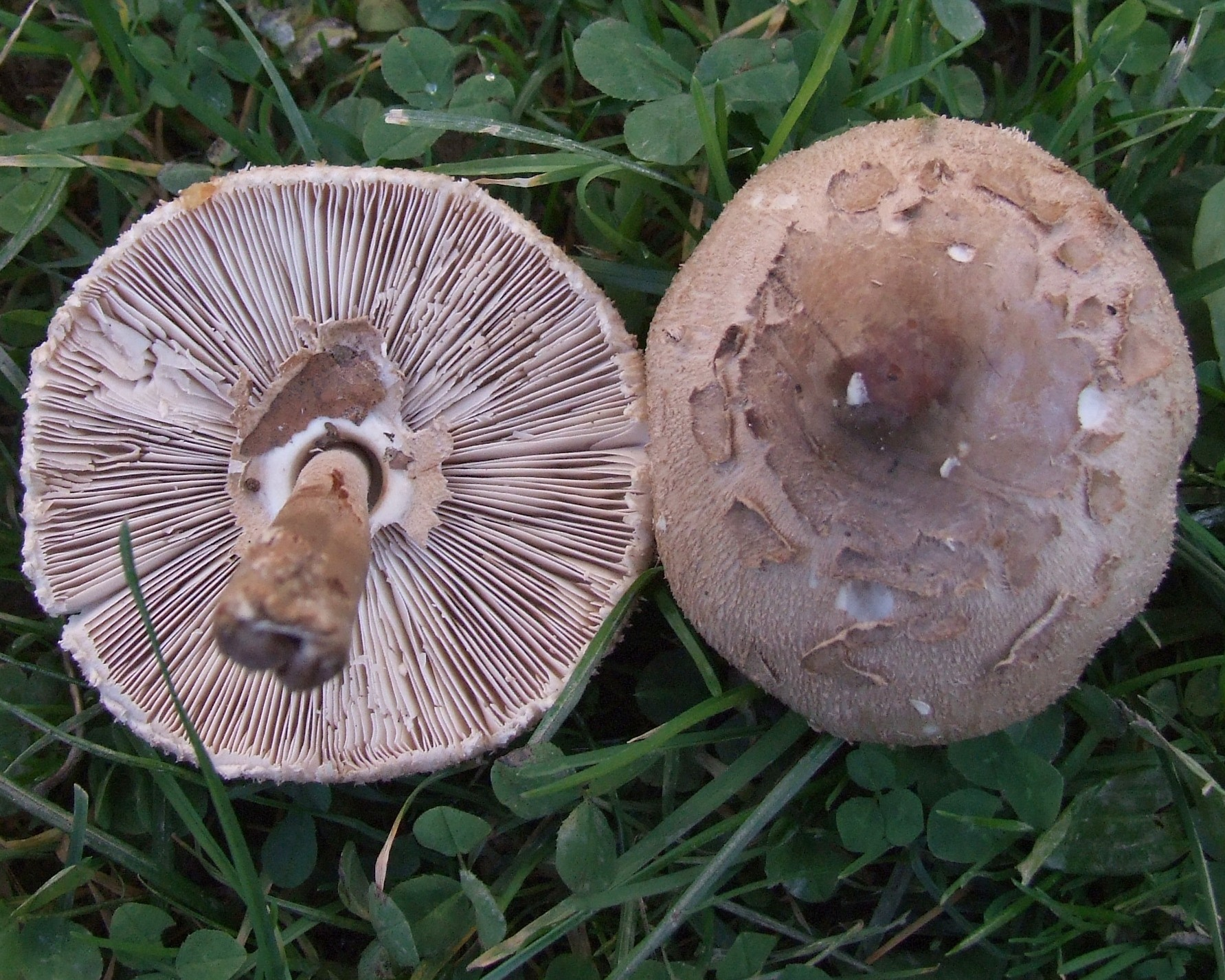
M. konradii
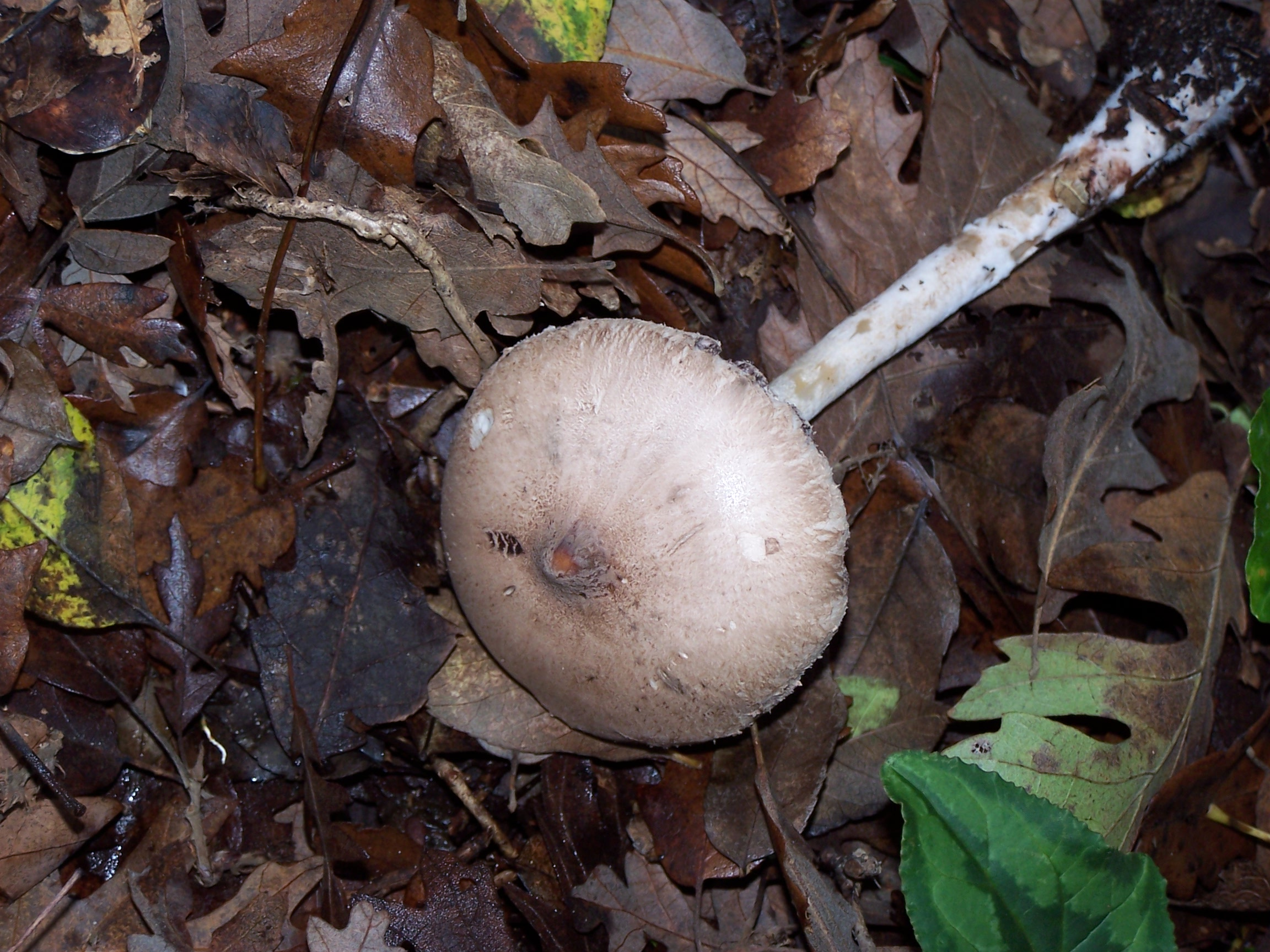
M. mastoidea
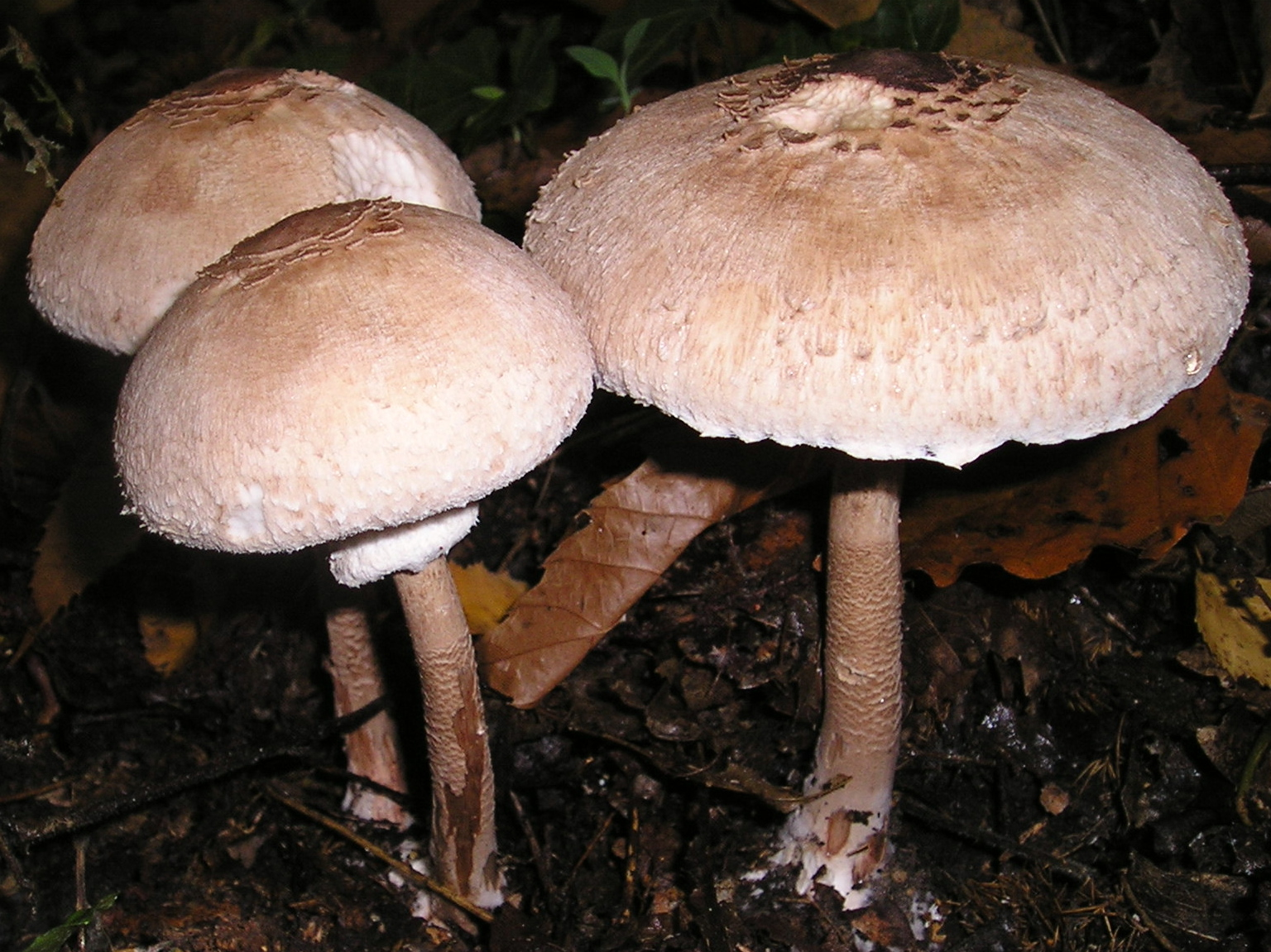
M. procera